# Бенавидес, Дэвид
Энтони Дэвид Бенавидес (англ. Anthony David Benavidez; род. 17 декабря 1996) — американский непобежденный боксёр-профессионал, выступающий во второй средней и в полутяжёлой весовых категориях. Среди профессионалов действующий (WBC; 2025—н. в.) и регулярный (WBA; 2025—н. в.) чемпион мира в полутяжёлом весе, бывший временный чемпион по версии WBC (2022—2024) во 2-м среднем весе, чемпион мира по версии WBC (2017—2018, 2019—2020) во 2-м среднем весе. Временный чемпион мира (WBC; 2024—2025) в полутяжёлом весе.
На февраль 2024 года, лучшая позиция по рейтингу BoxRec — 2-я и являлся 1-м среди американских боксёров суперсредней весовой категории — входя в ТОП-2 лучших суперсредневесов всей планеты.

## Профессиональная карьера
Дебютировал на профессиональном ринге 17 августа 2013 года, одержав победу нокаутом в 1-м раунде.
В октябре 2015 года подписал контракт с промоутером Сэмпсоном Левковицем.
20 мая 2017 года нокаутировал в 8-м раунде бывшего претендента на титул чемпиона мира во 2-м среднем весе мексиканца Рохелио Медину. Бой носил статус отборочного на титул чемпиона мира во 2-м среднем весе по версии WBC.

### Чемпионский бой с Рональдом Гэврилом
В июле 2017 года было объявлено, что 9 сентября состоится бой между Дэвидом Бенавидесом и экс-чемпионом мира во 2-м среднем весе американцем Энтони Дирреллом. На кону будет стоять вакантный титул чемпиона мира во 2-м среднем весе по версии WBC. В августе стало известно, что Диррелл получил травму и не сможет выйти на ринг. Новым соперником Бенавидеса стал румын Рональд Гэврил. Поединок был назначен на 8 сентября. Бой, в итоге, состоялся в Лас-Вегасе и продлился все 12 раундов. Бенавидес одержал победу раздельным решением судей. Американец стал самым молодым чемпионом мира в истории 2-го среднего веса.
17 февраля 2018 года состоялся матч-реванш с Рональдом Гэврилом. Бенавидес одержал уверенную победу по очкам.
18 сентября 2018 года стало известно, что одна из допинг-проб Бенавидеса дала положительный результат — в ней были обнаружены следы бензоилэкгонина, основного метаболита кокаина. Проба была взята 27 августа в рамках совместной программы WBC и VADA «Чистый бокс». Дэвид извинился перед WBC и своими фанатами, сказав, что совершил ошибку. 3 октября Бенавидес был лишён чемпионского титула и объявлен «чемпионом в отпуске».

### Чемпионский бой с Энтони Дирреллом
28 сентября 2019 года встретился с чемпионом мира по версии WBC во 2-м среднем весе американцем Энтони Дирреллом. Одержал победу нокаутом в 9-м раунде.
15 августа 2020 года досрочно победил бывшего претендента на титул чемпиона мира во 2-м среднем весе колумбийца Роамера Алексиса Ангуло. Но потерял титул чемпиона мира по версии WBC, так как не смог сделать вес перед боем.

### Чемпионский бой с Давидом Лемьё
21 мая 2022 года встретился с экс-чемпионом мира в среднем весе канадцем Давид Лемьё. На кону стоял временный титул чемпиона мира по версии WBC во 2-м среднем весе. Победил нокаутом в 3-м раунде.
25 марта 2023 года победил экс-чемпиона мира во 2-м среднем весе американца Калеба Планта и защитил титул.

### Бой с Деметриусом Андрейдом
Бой прошел 25 ноября 2023 года в Лас Вегасе (Невада, США) и закончился победой Бенавидеса досрочно ввиду отказа 35-летнего Деметриуса Андрейда от боя после 6-го раунда.
Начало боя осталось за более возрастным Андрейдом который хорошо провел первые три раунда, в которых наносил большее количество ударов, хотя точных пропущенных было не так много. Бенавидес за счет прессинга и работы по туловищу смог переломить ход боя что принесло плоды в конце 4-го раунда когда он послал Андрейда в нокдаун. После 5-го раунда преимущество Бенавидеса стало подавляющим, а после 6-го раунда Деметриус Андрайд отказался от продолжения боя.

### Бой с Александром Гвоздиком
22 февраля 2024 года президент WBC Маурисио Сулейман подтвердил проведение боя с бывшим чемпионом Александром Гвоздиком. На кону будет стоять пояс временного чемпиона WBC в полутяжелом весе. Бой состоялся 15 июня 2024 года в Лас-Вегасе (США) на Эм-джи-эм Гранд Гарден-арене. Главным поединком карда был бой за титул WBA в легком весе между чемпионом Джервонттой Дэвисом и Фрэнком Мартином.
С первого раунда Бенавидес контролировал бой и доминировал на ринге. В первых двух раундах он столкнулся с трудностями из-за двойного джеба и блока Гвоздика. Однако мощные удары по корпусу заставили украинца опустить руки, и Давид начал чаще попадать в голову. До чемпионских раундов бой был односторонним, после чего Гвоздик смог боксировать на равных, но этого было недостаточно для победы. В решающем 12-м раунде украинец не пытался нокаутировать соперника. Победа по очкам досталась Бенавидесу: 116—112, 117—111, 119—109.

### Бой с Дэвидом Моррелем
1 февраля 2025 года встретился с чемпионом мира в полутяжёлом весе по версии WBA не имеющим поражений кубинцем Дэвидом Моррелем. Победил по очкам.
В конце февраля 2025 года WBC объявила, что Бенавидес должен провести следующий бой против действующего чемпиона Бивола. При этом, у команды Бивола уже была договорённость о незамедлительном реванше (третьем бое) против Артура Бетербиева. 7 апреля Бивол оставил титул WBC. Бенавидес был объявлен полноценным чемпионом.

## Статистика профессиональных боёв
В таблице перечислены результаты всех поединков боксёров.
В каждой строке указан результат поединка. Дополнительно номер поединка обозначен цветом, который обозначает итог поединка. Расшифровка обозначений и цветов представлена в нижеследующей таблице.
| Пример | Расшифровка                     |
| ------ | ------------------------------- |
|        | Победа                          |
|        | Ничья                           |
|        | Поражение                       |
|        | Планируемый поединок            |
|        | Поединок признан несостоявшимся |
| КО     | Нокаут                          |
| ТКО    | Технический нокаут              |
| PTS    | Решение судей (по очкам)        |
| UD     | Единогласное решение судей      |
| MD     | Решение большинства судей       |
| SD     | Раздельное решение судей        |
| RTD    | Отказ от продолжения боя        |
| DQ     | Дисквалификация                 |
| NC     | Поединок признан несостоявшимся |

| 30 поединков, 30 побед (24 нокаутом). | 30 поединков, 30 побед (24 нокаутом). | 30 поединков, 30 побед (24 нокаутом). | 30 поединков, 30 побед (24 нокаутом). | 30 поединков, 30 побед (24 нокаутом).                                                     | 30 поединков, 30 побед (24 нокаутом). | 30 поединков, 30 побед (24 нокаутом). |
| Бой                                   | Рекорд                                | Дата боя                              | Соперник                              | Место проведения боя                                                                      | Результат                             | Примечание |
| ------------------------------------- | ------------------------------------- | ------------------------------------- | ------------------------------------- | ----------------------------------------------------------------------------------------- | ------------------------------------- | --- |
| 31                                    |                                       | 22 ноября 2025                        | Энтони Ярд (27-3)                     | ANB Arena, Эр-Рияд, Саудовская Аравия                                                     | (12)                                  | Бой за титул чемпиона мира по версии WBC (1-я защита Бенавидеса) и титул регулярного чемпиона по версии WBA (1-я защита Бенавидеса) в полутяжелом весе.                            |
| 30                                    | 30-0                                  | 1 февраля 2025                        | Дэвид Моррель (11-0)                  | Ти-Мобайл Арена, Лас-Вегас, Невада, США                                                   | UD 12                                 | Бой за титулы временного чемпиона WBC (1-я защита Бенавидеса) и WBA (1-я защита Морреля) в полутяжелом весе. Бенавидес в нокдауне в 11-м раунде. Счёт: 118-108 и 115-111 (дважды). |
| 29                                    | 29-0                                  | 15 июня 2024                          | Александр Гвоздик (20-1)              | MGM Grand Garden Arena, Лас-Вегас, Невада, США                                            | UD 12                                 | Бой за вакантный титул временного чемпиона WBC в полутяжелом весе. Счёт судей: 116-112, 117-111, 119-109.                                                                          |
| 28                                    | 28-0                                  | 25 ноября 2023                        | Деметриус Андраде (32-0)              | Michelob Ultra Arena, Лас-Вегас, Невада, США                                              | RTD 6 (12), 3:00                      | Защитил титул временного чемпиона мира по версии WBC (2-я защита Бенавидеса) во 2-м среднем весе. Андраде в нокдауне в 4-м раунде.                                                 |
| 27                                    | 27-0                                  | 25 марта 2023                         | Калеб Плант (22-1)                    | MGM Grand Garden Arena, Лас-Вегас, Невада, США                                            | UD 12                                 | Счёт: 117-111, 116-112, 115-113. Защитил титул временного чемпиона мира по версии WBC (1-я защита Бенавидеса) во 2-м среднем весе.                                                 |
| 26                                    | 26-0                                  | 21 мая 2022                           | Давид Лемьё (43-4)                    | Gila River Arena, Глендейл, Аризона, США                                                  | TKO 3 (12), 1:31                      | Завоевал титул временного чемпиона мира по версии WBC во 2-м среднем весе. Лемьё в нокдауне во 2-м раунде.                                                                         |
| 25                                    | 25-0                                  | 13 ноября 2021                        | Кирон Дэвис (16-2-1)                  | Футпринт-центр, Финикс, Аризона, США                                                      | TKO 7 (10), 0:48                      | |
| 24                                    | 24-0                                  | 13 марта 2021                         | Рональд Эллис (18-1-2)                | Мохеган-сан, Анкасвилл, Коннектикут, США                                                  | TKO 11 (12), 2:03                     | |
| 23                                    | 23-0                                  | 15 августа 2020                       | Роэмир Алексис Ангуло (26-1)          | Мохеган-сан, Анкасвилл, Коннектикут, США                                                  | RTD 10 (12), 3:00                     | Бой за вакантный титул чемпиона мира по версии WBC во 2-м среднем весе. |
| 22                                    | 22-0                                  | 28 сентября 2019                      | Энтони Диррелл (33-1-1)               | Стейплс-центр, Лос-Анджелес, Калифорния, США                                              | KO 9 (12), 1:39                       | Завоевал титул чемпиона мира по версии WBC (1-я защита Диррелла) во 2-м среднем весе.                                                                                              |
| 21                                    | 21-0                                  | 16 марта 2019                         | Джейлеон Лав (24-2-1)                 | Эй-ти-энд-ти-стэдиум, Арлингтон, Техас, США                                               | KO 2 (10), 1:14                       | |
| 20                                    | 20-0                                  | 17 февраля 2018                       | Рональд Гэврил (18-2)                 | Мандалай-Бэй, Лас-Вегас, Невада, США                                                      | UD 12                                 | Защитил титул чемпиона мира по версии WBC (1-я защита Бенавидеса) во 2-м среднем весе. Счёт: 119-109 и 120-108 (дважды).                                                           |
| 19                                    | 19-0                                  | 8 сентября 2017                       | Рональд Гэврил (18-1)                 | Hard Rock Hotel and Casino, Лас-Вегас, Невада, США                                        | SD 12                                 | Завоевал вакантный титул чемпиона мира по версии WBC во 2-м среднем весе. Бенавидес в нокдауне в 12-м раунде. Счёт: 116-111, 117-111, 111-116.                                     |
| 18                                    | 18-0                                  | 20 мая 2017                           | Рохелио Медина (37-7-0)               | Laredo Energy Arena, Ларедо, Техас, США                                                   | TKO 8 (12), 1:01                      | Элиминатор WBC во 2-м среднем весе. Медина в нокдауне в 6-м, 7-м и 8-м раундах. |
| 17                                    | 17-0                                  | 28 января 2017                        | Шерали Мамаджонов (14-1-0)            | MGM Grand, Лас-Вегас, Невада, США                                                         | KO 2 (8), 1:04                        | Мамаджонов в нокдауне в 1-м и во 2-м раундах. |
| 16                                    | 16-0                                  | 5 августа 2016                        | Денис Дуглин (20-4-0)                 | 2300 Arena, Филадельфия, Пенсильвания, США                                                | TKO 10 (10), 0:35                     | Дуглин в нокдауне в 9-м раунде. |
| 15                                    | 15-0                                  | 25 июня 2016                          | Фрэнси Нтету (16-0-0)                 | Барклайс-центр, Нью-Йорк, штат Нью-Йорк, США                                              | TKO 7 (8), 1:30                       | |
| 14                                    | 14-0                                  | 30 апреля 2016                        | Филлип Джексон Бенсон (16-2-0)        | Стабхаб Сентер, Карсон, Калифорния, США                                                   | KO 2 (8)                              | |
| 13                                    | 13-0                                  | 19 января 2016                        | Кевин Коббс (10-1-0)                  | Club Nokia, Лос-Анджелес, Калифорния, США                                                 | KO 2 (8)                              | |
| 12                                    | 12-0                                  | 14 ноября 2015                        | Фелипе Ромеро (19-9-1)                | Hard Rock Hotel and Casino, Лас-Вегас, Невада, США                                        | TKO 1 (8)                             | Ромеро три раза в нокдауне. |
| 11                                    | 11-0                                  | 5 сентября 2015                       | Альберто Гутьеррес (0-11-0)           | CUM Aguaprieta, Агуа-Приета, Сонора, Мексика                                              | TKO 1 (6)                             | |
| 10                                    | 10-0                                  | 15 мая 2015                           | Рикардо Кампильо (9-7-1)              | US Airway Centre, Финикс, Аризона, США                                                    | TKO 2 (6)                             | |
| 9                                     | 9-0                                   | 25 апреля 2015                        | Роллин Уильямс (23-20-2)              | Celebrity Theatre, Финикс, Аризона, США                                                   | TKO 1 (8)                             | Завоевал вакантный титул NABF Junior в полутяжёлом весе. |
| 8                                     | 8-0                                   | 20 декабря 2014                       | Азамат Умарзода (1-6-2)               | Celebrity Theatre, Финикс, Аризона, США                                                   | UD 6                                  | Счёт: 60-53 (все). |
| 7                                     | 7-0                                   | 11 октября 2014                       | Луис Хуан Эрнандес (дебют)            | Gimnacio Municipal de Box, Ногалес, Сонора, Мексика                                       | TKO 1 (4)                             | |
| 6                                     | 6-0                                   | 23 августа 2014                       | Хайро Долорес (дебют)                 | Campos Deportivos de la Casa Social Cerveceria Tecate, Текате, Нижняя Калифорния, Мексика | TKO 1 (4)                             | |
| 5                                     | 5-0                                   | 24 мая 2014                           | Эрик Ревуэльтас (0-1-0)               | Auditorio Municipal, Тихуана, Нижняя Калифорния, Мексика                                  | KO 4 (4)                              | |
| 4                                     | 4-0                                   | 11 апреля 2014                        | Артуро Мартинес (дебют)               | Hipódromo Caliente, Arena Tecate, Тихуана, Нижняя Калифорния, Мексика                     | TKO 1 (4)                             | |
| 3                                     | 3-0                                   | 31 января 2014                        | Омар Аиспуро (1-1-0)                  | Caliente Racetrack, Тихуана, Нижняя Калифорния, Мексика                                   | TKO 1 (4)                             | |
| 2                                     | 2-0                                   | 4 декабря 2013                        | Эдгар Гальван (0-5-0)                 | Salon Las Pulgas, Тихуана, Нижняя Калифорния, Мексика                                     | KO 1 (4)                              | |
| 1                                     | 1-0                                   | 17 августа 2013                       | Эрасмо Мендоса (дебют)                | El Chamizal, Пуэрто-Пеньяско, Сонора, Мексика                                             | KO 1 (4)                              | |
| Бой                                   | Рекорд                                | Дата боя                              | Соперник                              | Место проведения боя                                                                      | Результат                             | Примечание |

## Титулы и достижения

### Региональные и второстепенные
- Титул NABF Junior в полутяжёлом весе (2015—2017).
- Временный чемпион мира во 2-м среднем весе по версии WBC (2022—2024).
- Временный чемпион мира в полутяжёлом весе по версии WBC (2024—2025).

### Мировые
- Чемпион мира во 2-м среднем весе по версии WBC (2017—2018, 2019—2020).
- Чемпион мира в полутяжёлом весе по версии WBA (2025—н. в.).
- Чемпион мира в полутяжёлом весе по версии WBC (2025—н. в.).

## Семья
Брат — Хосе Бенавидес, профессиональный боксёр. Временный чемпион мира в 1-м полусреднем весе (WBA, 2014—2016).